# Biomphalaria sudanica
Biomphalaria sudanica е вид коремоного от семейство Planorbidae. Видът не е застрашен от изчезване.

## Разпространение
Разпространен е в Бурунди, Демократична република Конго, Етиопия, Камерун, Кения, Нигер, Нигерия, Танзания, Уганда, Централноафриканска република, Чад и Южен Судан.